# 211 ق م
211 ق م أو 211 قبل الميلاد هي سنة من العقد 21 ق م في التقويم اليولياني البروليبتي (التقويم الميلادي). تسبقها سنة 212 ق م وتليها سنة 210 ق م.

## أحداث

### الإمبراطورية السلوقية
- شقيقة أنطيوخوس الثالث ترتب للإطاحة بزركسيس ملك أرمينيا، التي تزوجته مؤخرا. ويقسم أنطيوخوس الثالث البلد إلى ولايتين.

### قرطاج
- معركة بيتس العليا - القائد القرطاجي صدربعل برقا يعود إلى إسبانيا بعد انتصاره على المتمردين النيوميديين.  ثم يستطيع الانتصار على الرومان في إسبانيا، بقيادة القادة الرومان بوبليوس كورنيليوس سكيبيو وأخيه غنايوس كورنيليوس سكيبيو كالفوس، الذين يلقوا مصرعهم في معارك منفصلة: بوبليوس على بيتس العليا (في الوادي الكبير) وغنايوس في ما يلي قرطاج الجديدة (قرطاجنة حاليا في إسبانيا). ويستعيد القرطاجيون السيطرة على الأراضي جنوب نهر إيبرو.

### الإمبراطورية الرومانية
- مع استيلاء الرومان على مدينة سرقوسة، يستطيعون السيطرة على جزيرة صقلية بالكامل.
- الرومان يحاصرون مدينة كابوا المتحالفة مع حنبعل. وتسقط المدينة في يد الرومان، الذين يعاقبون سكانها، فيقتلون النبلاء ويصادرون الأراضي ويحل الإدارة المحلية.
- حنبعل يسير شمالا نحو مدينة روما في محاولة فاشلة ومتأخرة للاستيلاء على المدينة.
- روما تواجه أعباء التضخم وخطر المجاعة، التي سببتها الاضطرابات في إيطاليا وصقلية، وانسحاب العديد من الرجال بسبب الجوع. وتحل المشكلة بعد توجيه روما طلب إلى بطليموس الرابع ملك مصر، ويشترون الحبوب بثلاثة أضعاف الثمن.

### اليونان
- القائد الروماني ماركوس فاليريوس لافينوس يستكشف إمكانية التحالف مع الاتحاد الأيتولي، حين أبدى الأيتوليون استعدادهم لمواجهة عدوهم التقليدي مقدونيا. ويوقع معهم معاهدة لمواجهة فيليب الخامس ملك مقدونيا حليف حنبعل. ووفق المعاهدة يتحرك الأيتوليون في البر والرومان في البحر. وأيضا تحتفظ روما بكل العبيد وجميع الغنائم، ويحتفظ الأيتوليون بكل الأراضي التي يستولوا عليها.

### فارثيا
- أرشك الثاني يخلف أبيه أرشك الأول ملكا على الإمبراطورية الفرثية.

## وفيات
- أرشك الأول ملك فرثية، وهو مؤسس الإمبراطورية الفرثية وحكم منذ عام 247 ق م، وهو ابن فريابيتيس قائد قبيلة البارني التي سكنت سهول بحر قزوين.
- سكيبيو الأصلع - غنايوس كورنيليوس سكيبيو كالفوس – قائد روماني ورجل دولة وأخ بوبليوس كورنيليوس سكيبيو.
- مانيوس بومبونيوس ماتو – قائد روماني وقنصل وجد سكيبيو الأفريقي من جهة الأم.
- بابليوس سكيبيو - بوبليوس كورنيليوس سكيبيو – قائد روماني وقنصل ونائب قنصل في فترة الحرب البونيقية الثانية.
- أبيوس كلاوديوس بولتشر

## كتب
- Yves Denis Papin (1998). Chronologie de l'histoire ancienne. Lieu de publication non identifié: Éditions Jean-paul Gisserot. ISBN:2-87747-346-5. OCLC:40746926. مؤرشف من الأصل في 2022-03-16.
- أحمد محمد عوف (2000)، موسوعة حضارة العالم، QID:Q12246226

## وصلات خارجية
- صفحة السنة على موقع onthisday.com
- سنة 211 ق م على موقع المكتبة الوطنية الفرنسية